# 中村かなこ
中村 かなこ（なかむら かなこ、1971年〈昭和46年〉4月21日 - ）は、日本の漫画家。愛知県豊橋市出身・在住。
1993年（平成5年）、「行こうか!」が第32回小学館新人コミック大賞に入選し、漫画家としてデビュー。

## 作品リスト
- ジェロ丸征服宣言
- ハイテンション根性ERS（コンジャラーズ）
- ハイエナ小町
- 赤い星
- ソフトボールは好きかしら?
- かわいくなるから見ていてね
- 劇団ホーホー（全3巻）
- オトナの階段（全2巻）
- キセキの恋
- ギフト
- プリンセス ミッキー
- 袴田ピアノ教室